# Lac du Castor Noir (Mont-Valin)
Pour les articles homonymes, voir Lac du Castor Noir.
Le lac du Castor Noir est un plan d'eau douce du bassin versant de la rivière aux Outardes, situé sur la rive Nord-Ouest du fleuve Saint-Laurent, dans le territoire non organisé de Mont-Valin, dans la municipalité régionale de comté (MRC) du Fjord-du-Saguenay, dans la région administrative de la Saguenay–Lac-Saint-Jean, dans la province de Québec, au Canada.
La foresterie constitue la principale activité économique du secteur ; les activités récréotouristiques sont accessoires compte tenu de l’éloignement géographique et du manque de routes d’accès,.
La surface du lac du Castor Noir est habituellement gelée de la mi-novembre à la mi-avril, toutefois la circulation sécuritaire sur la glace se fait généralement du début de décembre à la fin de mars.

## Géographie
Les principaux bassins versants voisins du lac du Castor Noir sont :
- côté Nord : lac du Cran Cassé, lac aux Deux Décharges, rivière Carignan, rivière Boivin, rivière aux Outardes ;
- côté Est : lac Boivin, rivière Boivin, lac Maublant, lac Plétipi, rivière aux Outardes, lac Matonipi ;
- côté Sud : lac Pambrun, rivière des Montagnes Blanches, lac Talien, lac Galibert, rivière aux Perches ;
- côté Ouest : rivière Savane, rivière Courtois, rivière Péribonka, rivière Péribonka Est, rivière Carignan[1].

Ce lac encaissé entre les montagnes comporte une longueur de 6,6 km, une largeur maximale de 2,1 km et une altitude de 660 m. Le lac du Castor Noir est formé sur la longueur et comporte un rétrécissement d’une centaine de mètres dans sa partie Nord-Est à cause d’une presqu’île rattachée à la rive Nord-Ouest et s’étirant sur 0,3 km vers le Sud-Est. Il comporte trois baies : l’une au Sud-Ouest, la seconde sur la rive Sud-Est et la troisième sur la rive Nord-Ouest. Les sommets des montagnes environnantes culminent à : 793 m au Nord-Ouest et 804 m à l’Est.
L’embouchure du lac du Castor Noir est localisée sur la rive Sud de sa partie Est, soit à :
- 7,0 km au Sud-Est d’une baie de la partie Sud du lac aux Deux Décharges ;
- 8,5 km au Sud-Ouest de l’embouchure de la décharge du lac du Castor Noir (confluence avec le lac Boivin ;
- 17,0 km à l’Est du cours de la rivière Savane ;
- 26,5 km au Sud-Ouest de l’embouchure du lac Maublant ;
- 55,7 km au Nord-Ouest de l’embouchure du lac Plétipi lequel est traversé par la rivière aux Outardes ;
- 109 km à l’Ouest du réservoir Manicouagan ;
- 347 km au Nord-Ouest de l’embouchure de la rivière aux Outardes (confluence avec le fleuve Saint-Laurent)[1],[3].

À partir de l’embouchure du lac du Castor Noir, le courant descend sur 11,1 km vers l’Est notamment en traversant deux lacs non identifiés jusqu’au lac Boivin, le cours de la décharge du lac Boivin sur 8,8 km notamment en traversant sur 2,3 km un lac non identifié jusqu’à la rive Ouest du lac Maublant qu’il traverse sur 10,5 km vers l’Est et le lac Plétipi sur 40,0 km vers le Sud-Est, puis descend le cours de la rivière aux Outardes sur km vers l’Est, jusqu’à la rive Nord du fleuve Saint-Laurent.

## Toponymie
Le toponyme « Lac du Castor Noir » a été officialisé le 5 décembre 1968 par la Commission de toponymie du Québec.